# Aldomir Ridge
Aldomir Ridge (englisch; bulgarisch Алдомирски хребет Aldomirski chrebet) ist ein bis zu 1350 m hoher, 14 km langer, 4,2 km breiter und größtenteils eisfreier Gebirgskamm im Norden des Grahamlands auf der Antarktischen Halbinsel. Im Süden der Trinity-Halbinsel erstreckt er sich zwischen dem Detroit-Plateau im Nordnordwesten bis zum Sjögren Inlet im Südsüdosten.
Die bulgarische Kommission für Antarktische Geographische Namen benannte ihn 2011 nach der Ortschaft Aldomirowzi im Westen Bulgariens.